# Gustav Stresemann
Gustav Stresemann ([ˈɡʊs.taf ˈʃtʁeː.zəˌman], ; Berlino, 10 maggio 1878 – Berlino, 3 ottobre 1929) è stato un politico tedesco, Cancelliere del Reich (13 agosto - 30 novembre 1923) e ministro degli Esteri (1923-29) nel periodo della Repubblica di Weimar e Premio Nobel per la pace nel 1926 con Aristide Briand.
Importante la sua politica di riconciliazione con l'Intesa, che portò alla stipulazione del Patto di Locarno (1925) e all'ingresso tedesco nella Società delle Nazioni (1926).

## Biografia
Gustav Stresemann, figlio del commerciante di birra berlinese Ernst August Stresemann e di sua moglie Mathilde, fu l'unico tra i suoi sette fratelli a frequentare il ginnasio dove mostrò interesse soprattutto per lo studio della storia e delle vite di personalità illustri come Napoleone o Goethe. Diplomatosi nel 1897, Stresemann studiò dal 1898 al 1901 a Lipsia, prima letteratura e storia per poi cambiare in economia politica.
Concluse gli studi con una tesi sul tema "Lo sviluppo del commercio berlinese di birra". Il padre di Stresemann era proprietario di una piccola birreria e di un impianto di imbottigliamento a Berlino-Mitte, più precisamente a Luisenstadt, che ancora oggi testimonia la presenza di piccole aziende risalenti a prima della prima guerra mondiale. In questo contesto Stresemann ebbe naturalmente modo di conoscere la condizione delle piccole e medie imprese tedesche e si può pensare che la sua visione di politica economica sia stata influenzata in modo determinante da questo vissuto quotidiano della sua giovinezza. Fu legato anche all'industria della cioccolata, di cui pure in Germania vi erano molte piccole, ma poche grandi fabbriche e presso cui lavorò dal 1901 al 1904 come mediatore e lobbista.
Nel 1903 Stresemann sposò Käthe Kleefeld con cui avrebbe avuto due figli, Wolfgang e Joachim. Durante gli studi Stresemann fu membro dell'associazione studentesca riformista Neogermania. Käthe era sorella di un membro dell'associazione e figlia dell'industriale berlinese Adolf Kleefeld. Käthe Stresemann, che era di origine ebraica, ebbe un notevole ruolo nella vita sociale berlinese durante gli anni venti.
Dopo un'iniziale simpatia per l'associazione dei nazional-sociali di Friedrich Naumann, Stresemann avviò nello stesso anno, il 1903, la sua carriera politica nel partito nazional-liberale. Stresemann fu visto come erede del suo mentore politico Ernst Bassermann. Nel 1906 fu eletto al consiglio comunale di Dresda e nel 1907 come parlamentare più giovane al Reichstag per il circolo Annaberg in Sassonia. Nel 1910 divenne membro del direttivo dell'associazione degli industriali.
Il suo appoggio a provvedimenti sociali lo portò spesso in conflitto con l'ala destra del suo partito, dominata dagli esponenti dell'industria pesante sassone. Quest'ala impedì nel 1912 la sua rielezione nel direttivo del partito. Dopo che nel 1912 perse anche il suo seggio in parlamento, Stresemann intraprese un viaggio di studio negli Stati Uniti e in Canada assieme ad altri economisti. Stresemann fu membro di svariate associazioni, tra cui la società commerciale tedesco-americana e l'associazione coloniale tedesca. Appoggiò la politica navale tedesca, vista come una causa dello scoppio della prima guerra mondiale.
Nel 1914 Gustav Stresemann fu di nuovo eletto in Parlamento in un'elezione suppletiva nel circolo Wittmund-Aurich della Frisia orientale, che avrebbe rappresentato fino alla sua morte, a parte una breve interruzione (1918-19). Nel 1917 divenne capogruppo e presidente di partito dei nazional-liberali. Con questa carica si impegnò personalmente per la fusione dei nazional-liberali e del partito del progresso (in tedesco: Fortschrittspartei). Quando tuttavia questa fallì, fondò il Deutsche Volkspartei (Partito Popolare Tedesco, DVP), di orientamento liberal-conservatore, di cui rimase presidente fino alla morte.
Nelle elezioni parlamentari del 1920 il partito di Stresemann ebbe un discreto successo. Il Deutsche Volkspartei prese parte al governo Fehrenbach. Lo stesso Stresemann divenne capogruppo e presidente della commissione parlamentare per gli Affari Esteri. Dall'agosto al novembre del 1923, durante l'occupazione francese e belga della Ruhr, divenne Cancelliere del Reich e ministro degli Esteri a capo di una coalizione formata da Deutsche Volkspartei (DVP), Sozialdemokratische Partei Deutschlands (SPD), Deutsche Demokratische Partei (Partito democratico tedesco, DDP) e Zentrum. Fino alla sua morte nel 1929 rimase ministro degli Esteri.

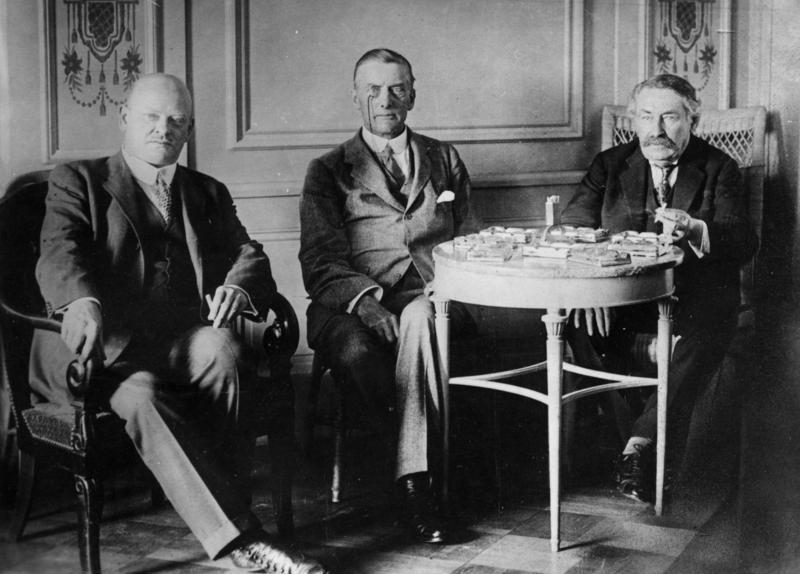
Gustav Stresemann, Austen Chamberlain e Aristide Briand a Locarno, nel 1925.

Il 22 giugno 1923 fu iniziato in massoneria nella Loggia  Friedrich der Grosse n.618 di Berlino e in seguito fu fatto membro onorario della Gran Loggia Zu den drei Weltkugeln.
Nel 1926 Stresemann ricevette il premio Nobel per la Pace, nel 1928 la laurea ad honorem a Heidelberg. Colpito duramente a livello di salute già dal 1928 a causa dei lavori febbrili del governo, il 3 ottobre 1929 Stresemann morì per le conseguenze di un infarto.

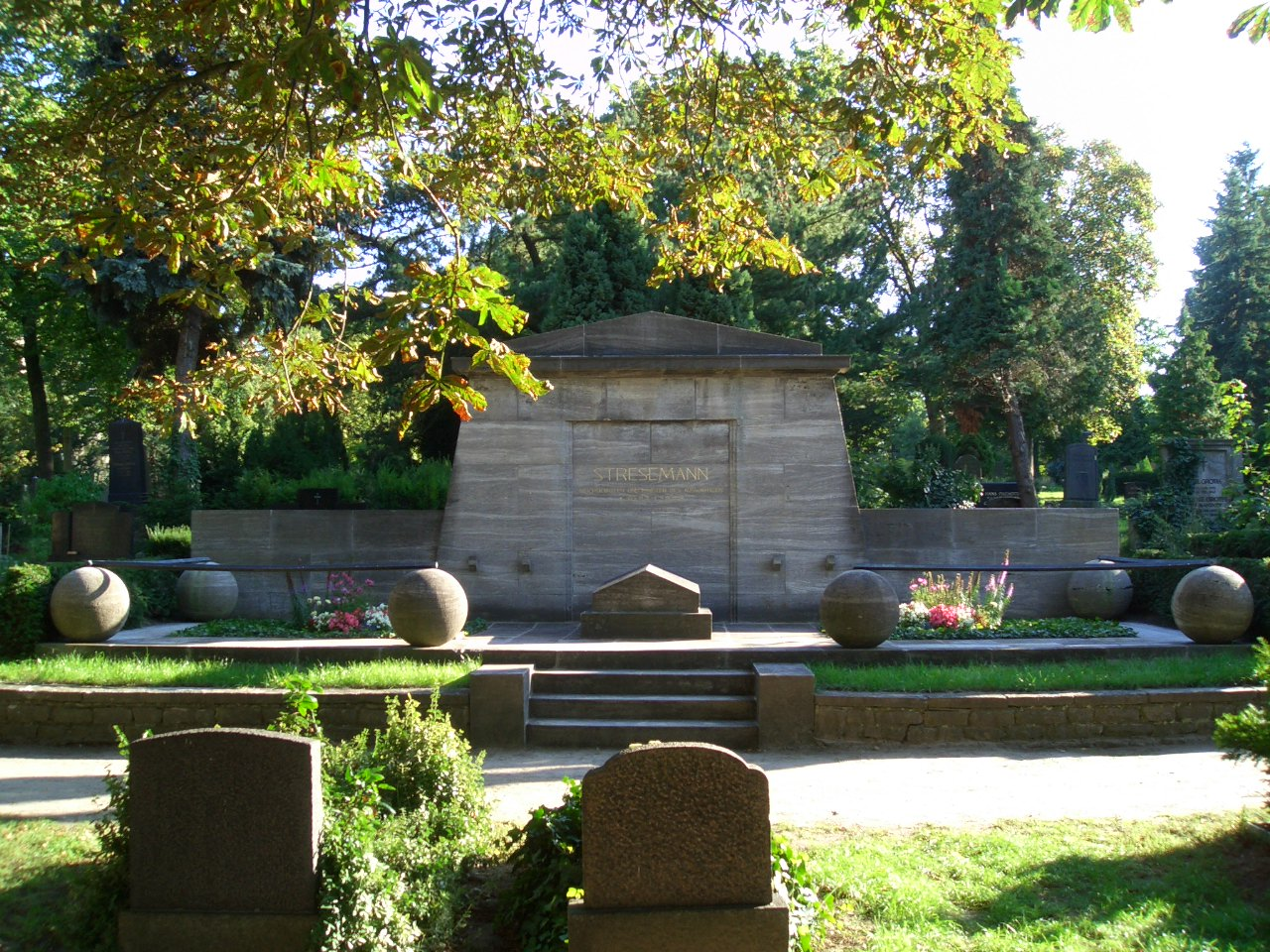
Tomba monumentale al cimitero di Luisenstadt

## Azione politica

### Impero tedesco
Stresemann fu un convinto sostenitore della monarchia. Nel caso della prima guerra mondiale suo obiettivo fu fruttare alla Germania guglielmina un posto tra le grandi potenze mondiali. Intese come modo di arrivarci una politica economica espansiva, considerò la stabilità interna una condizione necessaria e la forza militare il mezzo coercitivo. La fiducia che egli riponeva nei responsabili politici tedeschi lo resero rappresentante di una politica aggressiva indirizzata all'annessione e alla guerra.

### Repubblica di Weimar
Dopo la caduta dell'impero, il Secondo Reich, fondò nell'autunno-inverno del 1918 il DVP (Deutsche Volkspartei, Partito Popolare Tedesco) con i suoi compagni di partito nazional-liberali. Annunciò come obiettivo di politica estera voler traghettare la Germania dal "tempo dell'umiliazione e della perdita della dignità alla grandezza tedesca e al destino mondiale della Germania". Le sue priorità dunque non erano cambiate nella loro sostanza dopo la guerra.
Rifiutò il nuovo ordine mondiale stabilito a Trattato di Versailles come inaccettabile. In questo trattato vide il disonoramento della Germania. La componente morale del trattato pesò ai suoi occhi non più delle conseguenze economiche e territoriali, in particolar modo i nuovi confini orientali. Anche se Stresemann rifiutava la logica del trattato, non fu disposto a caricarsi la responsabilità di un rifiuto politico, che avrebbe condotto a un rinnovato intervento militare degli Alleati. Approdò alla convinzione che la salvaguardia e l'imposizione degli interessi tedeschi andassero raggiunti sulle basi del nuovo ordine di pace. Come membro dell'Assemblea nazionale di Weimar e del Parlamento, in nome della Realpolitik si schierò per la Repubblica.
Già all'epoca della Germania guglielmina Stresemann aveva basato le sue riflessioni politiche su considerazioni economiche. Intese la forza economica rimasta alla Germania dopo il 1918 come unica fonte di potenza a disposizione della Germania. Il problema delle riparazioni, i confini orientali, la questione renana erano problemi che a suo avviso si condizionavano a vicenda. Volle migliorare la posizione della Germania attraverso un accordo con le potenze occidentali, la Francia in particolare. Durante l'occupazione francese della Ruhr Stresemann appoggiò la resistenza passiva promossa dal governo Cuno. Quando la situazione economica e politica si fece sempre più critica, assunse l'ufficio di Cancelliere (13 agosto 1923), appoggiato da una grande coalizione. Cedette alle pressioni francesi e interruppe la lotta della Ruhr, priva di prospettive. Per tenere sotto controllo l'inflazione avviò una riforma valutaria che prevedeva l'introduzione del "Rentenmark". La sua politica condusse a un rafforzamento della Repubblica di Weimar. Tuttavia il suo governo perse la fiducia il 23 novembre 1923 su una questione amministrativa.

### Politica estera
Stresemann rimase comunque ministro degli Esteri nel seguente governo di Wilhelm Marx e in questa veste continuò a determinare la politica estera tedesca fino alla sua morte. Normalizzò le relazioni con la Francia per ottenere una revisione politica del Trattato di Versailles. Perciò si concentrò su un inserimento multilaterale della Germania nel nuovo ordine e rinunciò a spinte nazionalistiche.
Tappe importanti della politica estera di Stresemann furono il Piano Dawes (1924), che costituiva una nuova regolamentazione per il pagamento delle riparazioni, e il Patto di Locarno del 1925. Nel 1928 Stresemann ebbe parte importante nella stipulazione del Patto Briand-Kellog, in qualità di mediatore.
Per il suo impegno per la riappacificazione ottenne assieme al suo collega francese Aristide Briand il Premio Nobel per la Pace nel 1926. In Germania tuttavia gli fu negato un riconoscimento simile per i suoi sforzi: la sua fu definita spregiativamente "Erfüllungspolitik", politica d'accettazione.

### La fine di un'era
Con Stresemann la Repubblica di Weimar perse uno dei suoi uomini politici più capaci e secondo opinione comune il suo unico vero statista. La morte di Stresemann e l'inizio della crisi economica segnarono nell'ottobre del 1929 l'inizio della fine per la Repubblica di Weimar. Dopo sei mesi il governo di coalizione formato da SPD (Sozialdemokratische Partei Deutschlands, Partito Socialista), DDP (Deutsche Demokratische Partei, Partito Democratico Tedesco), DVP (Deutsche Volkspartei, Partito Popolare Tedesco) e Zentrum si dimise e iniziò l'era dei gabinetti di nomina presidenziale, che preludevano al cancellierato di Hitler.

### La controversia politica
Si è sempre discusso in maniera controversa sulla via della revisione iniziata da Stresemann con la sua politica di accordi. Sulla base delle fonti non è difficile farne un europeista della prima ora o un nazionalista radicale. I suoi avversari conservatori-nazionalisti valutarono la sua politica antitedesca e arrendevole. La lettera che Stresemann scrisse al suo amico principe ereditario Guglielmo di Prussia, a lungo intesa come documento chiave, in cui delineava la sua politica di potenza che voleva avviare, ha fatto pronunciare ancora negli anni ottanta, si veda lo storico francese Raymond Poidevin, il seguente giudizio: Stresemann è stato un “opportunista” che aveva usato le armi diplomatiche per “ingannare” le potenze occidentali e “instillato un senso di sicurezza” associandovi poi revisioni parziali dei trattati.
Queste affermazioni contengono il rimprovero per una politica di sotterfugi di Stresemann. Stresemann però non nascose che la revisione del Trattato di Versailles fosse il suo obiettivo di lunga durata: di questo desiderio erano a conoscenza anche gli uomini politici stranieri. Decisivo è che la via della revisione avviata da Stresemann andasse condotta sulla base del nuovo ordine di pace, attraverso contrattazioni internazionali. Stresemann promosse una politica estera repubblicana che si distingueva dalla politica dell'impero e da quella espansiva e militaristica di Hitler e che merita per questo un posto a sé nella storia tedesca. Giudizi estremi su Stresemann, che nella Repubblica di Weimar si era sempre tenuto distante da radicalismi politici, non gli si confanno. Alla luce degli studi contemporanei la sua importanza è stata relativizzata, grazie anche a nuovi e numerosi documenti che ne ritraggono un'immagine meno contrastata.